# Петер Болліґер
Петер Болліґер (18 травня 1937 — 18 березня 2024) — швейцарський академічний веслувальник.
Бронзовий призер Олімпійських Ігор 1968 року в складі розпашної четвірки зі стерновим, учасник 1964 року.
Бронзовий призер Чемпіонату Європи 1965, 1969 років у складі розпашної четвірки зі стерновим.